# Veljko Barbieri
Veljko Barbieri (* 14. Mai 1950 in Split, SFR Jugoslawien) ist ein kroatischer Schriftsteller, Sachbuchautor und Gastronomiefachmann, der sich besonders für die Erhaltung der kroatischen Kochtraditionen einsetzt. Barbieri trat auch als Moderator entsprechender Fernsehsendungen auf.

## Leben
Veljko Barbieri stammt aus einer alten Familie, deren Ursprünge bis zum venezianischen Gouverneur Francesco Barbieri von Trogir (1576) zurückreichen. Die italienische Familie Barbieri hingegen kam aus Brescia. Sein Vater war Journalist, Gründer und Herausgeber von verschiedenen Zeitungen Kroatiens und war von 1964 an für ein paar Jahre Korrespondent in Mexiko, wo Veljko Barbieri auch zwei Jahre lebte und Spanisch, Französisch sowie Englisch lernte.
Nach Reifeprüfung und Universitätsabschluss in Zagreb, wo er Philosophie, Französisch und Archäologie, sowie später Spanisch studiert hatte, verfasste Veljko Barbieri vierzehn Prosabücher. Er ist in vielen heimischen und ausländischen Anthologien vertreten. Sein bekanntester Roman, Epitaph eines königlichen Feinschmeckers (Epitaf carskog gurmana), in welchem die Gastronomie der Ausgangspunkt des Kampfes gegen die autoritäre Herrschaft ist, gilt mit 220.000 Exemplaren als eines der meistverkauften kroatischen Bücher der Neuzeit. Darüber hinaus wurden im deutschsprachigen Bereich bisher 105.000 Exemplare veräußert. Die Filmrechte wurden aufgekauft und eine Verfilmung durch den Regisseur Christoph Heckenbücker war für das Jahr 2012 in Zypern, Kroatien und Deutschland geplant.
Barbieri schreibt regelmäßig gastronomische Rubriken in Zeitschriften und kulinarische Beiträge für das kroatische Fernsehen. So produzierte er beispielsweise 2009 in Dubrovnik eine Episode der Speisekarten der verlorenen Zeit, bei der es ihm um Zubereitung bereits vergessener traditioneller Speisen Kroatiens und der Republik Dubrovnik ging. Die Muse vieler seiner Bücher ist seine Großmutter Anka Barbieri, die ihn zusammen mit dem Großvater aufzog, da sich seine Eltern kurz nach seiner Geburt getrennt hatten und seine Mutter ihn wegen einer im Makarska-Gebiet grassierenden Scharlachepidemie dort sicherer wähnte.

## Werke
Kroatisch
- Priča o grospodinu Zaku. Nakladni zavod Matice hrvatske; Centar za kulturu Narodnog sveučilišta grada, Zagreb 1972.
- Novc̆ić Gordijana Pia i druge mediteranske pric̆e. Centar za kulturnu djelatnost Saveza socijalistic̆ke omladine, Zagreb 1975.
- Zatvor od oleandrova lišća. Centar društvenih djelatnosti Saveza socijalističke omladine Hrvatske, Zagreb 1977.
- Trojanski konj. August Cesarec. Zagreb 1980.
- Epitaf carskoga gurmana. August Cesarec. Zagreb 1983.
- Odisejev erotikon. Naprijed, Zagreb 1984.
- Dalmacija. Legenda o svjetlu. (zusammen mit Ivo Pervan), Turistkomerc, Zagreb 1991.
  - (Dalmatien. Legende vom Licht. auch mit deutschen Titeln)
- Tko je sa mnom palio kukuruze. Dnevnik iz Pakraca. Naklada DHK, Zagreb 1996.
- Split. Roman staroga grada. AGM, Zagreb 1997.
- Hvar – Kantilene i kartoline. AGM, Zagreb 1997.
- Protiv vjetra. Memoarski zapisi. Adamić, Rijeka 2003.
- 134 male priče o hrani i onome što se uz njih jede. (Zusammen mit Vojo Radoičić) Profil, Zagreb 2003.
- Kuharski kanconijer. Gurmanska sjećanja Mediterana. Profil International, Zagreb 2005.
- Dioklecijan. Profil, Zagreb 2006.
- 100 mitova o hrani i 200 legendarnih recepata. Svu hranu skuhao i snimio autor. Profil International, Zagreb 2010.
- Teatar u pjatu: Tradicionalna dalmatinska kuharica na suvremen način. (Zusammen mit Dragan Grbic) V.B.Z., Zagreb 2010.

Deutsch
- Das Küstenland von Makarska. Übertragen ins Deutsche von Silvia Hadžić und Natalija Čačić. Motovun : Motovun 1990, ISBN 86-7255-052-8
- Epitaph eines königlichen Feinschmeckers. Aus dem Serbokroatischen von Barbara Antkowiak, 1. Auflage, Volk & Welt Verlag, Berlin 1986
- Epitaph eines königlichen Feinschmeckers. Aus dem Serbokroatischen von Barbara Antkowiak, Fischer-Taschenbuch-Verlag, Frankfurt am Main 1991, ISBN 3-596-11026-2
- Epitaph eines königlichen Feinschmeckers. Aus dem Kroatischen von Barbara Antkowiak, Wieser, Klagenfurt 2008, ISBN 978-3-85129-730-0
- Canzoniere der dalmatinischen Küche. Aus dem Kroatischen von Alida Bremer, Wieser, Klagenfurt 2008, ISBN 978-3-85129-741-6